# Prealpi sud-occidentali di Stiria
Le Prealpi sud-occidentali di Stiria (in tedesco Südwestliches steirisches Randgebirge) sono una sottosezione delle Prealpi di Stiria (Steirisches Randgebirge, Steirische Voralpen).
Si trovano in Austria (Stiria e Carinzia) e, in minor parte, in Slovenia. La vetta più alta è il Großer Speikkogel.

## Classificazione
Secondo la SOIUSA sono una sottosezione delle Prealpi di Stiria ed hanno come codice il seguente: II/A-20.II.
Secondo la classificazione tedesca dell'AVE sono comprese nelle Alpi della Lavanttal che hanno un'estensione maggiore. Corrispondono al codice AVE: 46b/SE.

## Delimitazioni
Confinano:
- a nord con le Prealpi nord-occidentali di Stiria (nella stessa sezione alpina) e separate dallo Steinbauer Sattel;
- ad est si stemperano nella Pianura Pannonica;
- a sud con le Prealpi Slovene nord-orientali (nelle Prealpi Slovene) e separate dal corso del fiume Drava;
- ad ovest con le Alpi della Lavanttal (nelle Alpi di Stiria e Carinzia) e separate dal corso del fiume Lavant.

## Suddivisione

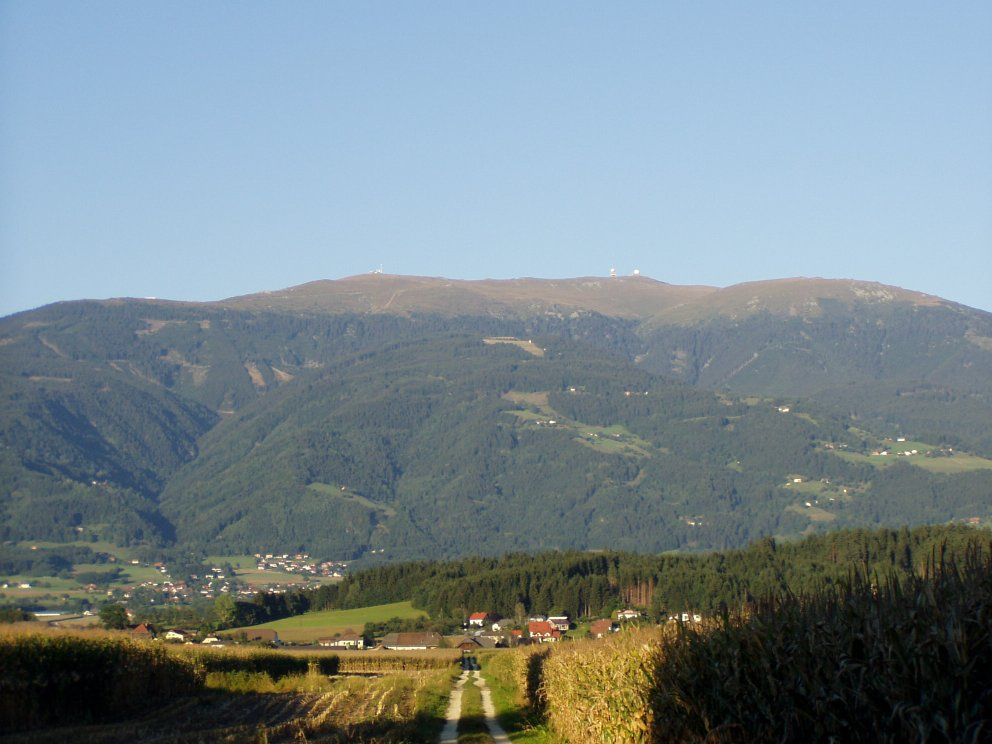
La catena di Koralpe vista da ovest.

Si suddividono in tre supergruppi e sette gruppi (tra parentesi i codici SOIUSA dei supergruppi e dei gruppi):
- Koralpe (A)
  - Gruppo del Moschkogel (A.1)
  - Gruppo del Großer Speikkogel (A.2)
  - Gruppo del Kleinalpl (A.3)
- Monti del Reinischkögel (B)
  - Monti del Reinischkögel (B.4)
- Kobansko (C)
  - Gruppo del Košenjak (C.5)
  - Gruppo Radelca-Kapunar (C.6)
  - Kozjak (C.7)

## Montagne
Le montagne principali delle Prealpi sud-occidentali di Stiria sono:
- Großer Speikkogel - 2.140 m
- Košenjak - 1.522 m
- Reinischkögel - 1.463 m
- Kapunar - 1.052 m